# S/2004 S 21
S/2004 S 21 – mały księżyc Saturna, odkryty przez Scotta S. Shepparda, Davida Jewitta i Jana Kleynę na podstawie 18 obserwacji przeprowadzonych za pomocą Teleskopu Subaru w latach 2004–2007. Jego odkrycie zostało ogłoszone 7 października 2019 roku w biuletynie elektronicznym Minor Planet Electronic Circular.
Należy do grupy nordyckiej księżyców nieregularnych Saturna, poruszających się ruchem wstecznym.